# Xestomyzina aureostriata
Xestomyzina aureostriata är en tvåvingeart som beskrevs av Krober 1912. Xestomyzina aureostriata ingår i släktet Xestomyzina och familjen stilettflugor. Inga underarter finns listade i Catalogue of Life.